# Karpacki Oddział Straży Granicznej
Karpacki Oddział Straży Granicznej imienia 1 Pułku Strzelców Podhalańskich – oddział Straży Granicznej ochraniający granicę polsko-słowacką na długości 319,49 km. Siedziba Komendy Oddziału znajduje się w Nowym Sączu. Oddział został zlikwidowany 31 grudnia 2013 i reaktywowany 16 maja 2016. Przywrócona jednostka objęła najpierw obszar województwa małopolskiego, a w 2017 objęła też województwo świętokrzyskie. W jej skład wchodzą placówki SG w: Tarnowie, Zakopanem, Krakowie, Krakowie-Balicach i Kielcach.

## Formowanie i zmiany organizacyjne
W dniu 7 maja 1991 Komendant Główny Straży Granicznej płk prof. dr hab. Marek Lisiecki wydał zarządzenie nr 021 na mocy którego z dniem 16 maja 1991 rozwiązano Karpacką Brygadę Wojsk Ochrony Pogranicza w Nowym Sączu. Jednocześnie na mocy tego zarządzenia został utworzony Karpacki Oddział Straży Granicznej w Nowym Sączu według etatu nr 44/05 o stanie osobowym 945 funkcjonariuszy i 187 pracowników urzędów państwowych.
W dniu 7 maja 1991 Komendant Główny Straży Granicznej płk prof. dr hab. Marek Lisiecki wydał zarządzenie nr 021 na mocy którego z dniem 16 maja 1991 rozwiązano Orkiestrę Reprezentacyjną WOP w Nowym Sączu. Jednocześnie na mocy tego zarządzenia została utworzona Orkiestra Reprezentacyjna SG w Nowym Sączu według etatu nr 44/018 o stanie osobowym 63 funkcjonariuszy i 2 pracowników urzędów państwowych.
Decyzją nr 2 Komendanta Głównego Straży Granicznej z 3 października 1991 nadano Karpackiemu Oddziałowi Straży Granicznej w Nowym Sączu imię 1 Pułku Strzelców Podhalańskich oraz sztandar.
Zarządzeniem nr 64 Komendanta Głównego Straży Granicznej z 2 listopada 2010 określono i wprowadzono symbol Karpackiego Oddziału Straży Granicznej.
Rozporządzeniem Ministra Spraw Wewnętrznych z 6 marca 2013 z dniem 31 grudnia 2013 Karpacki Oddział Straży Granicznej został zniesiony. Jego kompetencje oraz zasięg terytorialny na odcinku granicy państwowej ze Słowacją przejął Śląsko-Małopolski Oddział Straży Granicznej z siedzibą w Raciborzu, a w obiektach koszarowych utworzono Karpacki Ośrodek Wsparcia Straży Granicznej w Nowym Sączu.
Zarządzeniem nr 81 Komendanta Głównego Straży Granicznej z 28 lipca 2016, załącznik nr 3, określono i wprowadzono nowy symbol Karpackiego Oddziału Straży Granicznej.
2 czerwca 2017 Karpacki Oddział SG otrzymał imię I Pułku Strzelców Podhalańskich i sztandar.

## Zasięg terytorialny
Początkowy zasięg terytorialny Oddziału SG obejmował obszar od znaku granicznego I/202 wyłącznie, stanowiącego rozgraniczenie z odcinkiem służbowej odpowiedzialności Bieszczadzkiego Oddziału SG w Przemyślu, do znaku granicznego III/90 włącznie, stanowiącego rozgraniczenie z ówczesnym Beskidzkim Oddziałem SG w Cieszynie.
1 listopada 1998, w związku z likwidacją Beskidzkiego Oddziału SG w Cieszynie, oddział przejął ochronę zachodniej części granicy polsko-słowackiej, od Babiej Góry po styk granic Polski, Słowacji i Czech. Zasięg terytorialny oddziału obejmował odcinek granicy państwowej od znaku granicznego I/202 wyłącznie do znaku granicznego III/201, tj. rozgraniczeniem ze Śląskim Oddziałem SG w Raciborzu. Długość odcinka granicy państwowej, którą ochraniał wówczas oddział wynosiła 399,2 km, z czego 312,7 km na terenie województwa małopolskiego i 86,5 km na terenie województwa śląskiego.
12 stycznia 2002 zasięg terytorialny oddziału obejmował: województwo małopolskie, wchodzące w skład województwa śląskiego: powiat żywiecki i z powiatu cieszyńskiego część obszaru gminy Istebna na południe od linii prostej biegnącej od znaku granicznego nr I/201 na granicy państwowej Rzeczypospolitej Polskiej z Republiką Słowacką do mostu na potoku Czadeczka z wyłączeniem tego mostu, prawym brzegiem potoku Czadeczka do zetknięcia się granicy miejscowości Jaworzynka, Koniaków i Istebna, dalej granicą miejscowości Koniaków oraz Istebna do granicy gmin Istebna i Milówka, województwo świętokrzyskie – w zakresie lotniczych przejść granicznych określonych w przepisach odrębnych.
1 stycznia 2005 zasięg terytorialny oddziału obejmował wchodzące w skład województwa podkarpackiego powiat: jasielski, krośnieński, sanocki, leski (z wyłączeniem gminy Olszanica), miasto na prawach powiatu Krosno oraz z powiatu bieszczadzkiego część obszaru gminy Lutowiska położoną na zachód od linii prostej biegnącej od znaku granicznego nr I/1 na granicy państwowej Rzeczypospolitej Polskiej z Republiką Słowacką przez punkt triangulacyjny 1114,9 do granicy gmin Cisna i Lutowiska, województwo małopolskie, wchodzące w skład województwa śląskiego: powiat żywiecki i z powiatu cieszyńskiego część obszaru gminy Istebna położoną na południe od linii prostej biegnącej od znaku granicznego nr III/201 na granicy państwowej Rzeczypospolitej Polskiej z Republiką Słowacką do mostu na potoku Czadeczka, z wyłączeniem tego mostu, prawym brzegiem potoku Czadeczka do zetknięcia się granicy miejscowości Jaworzynka, Koniaków i Istebna, dalej granicą miejscowości Koniaków oraz Istebna do granicy gmin Istebna i Milówka. Zasięg terytorialny oddziału obejmował odcinek granicy państwowej o długości 541,062 km, z czego 319,49 km na terenie województwa małopolskiego, 134,14 km na terenie województwa podkarpackiego i 87,43 km na terenie województwa śląskiego.
1 czerwca 2009 zasięg terytorialny oddziału obejmował: wchodzące w skład województwa podkarpackiego powiaty: jasielski, krośnieński, sanocki (bez gmin: Sanok, Zagórz, Tyrawa Wołoska), miasto na prawach powiatu Krosno, województwo małopolskie, wchodzące w skład województwa śląskiego: powiat żywiecki i z powiatu cieszyńskiego część obszaru gminy Istebna położonego na południe od linii prostej biegnącej od znaku granicznego nr III/201 na granicy państwowej Rzeczypospolitej Polskiej z Republiką Słowacką do mostu na potoku Czadeczka, z wyłączeniem tego mostu, prawym brzegiem potoku Czadeczka do zetknięcia się granicy miejscowości Jaworzynka, Koniaków i Istebna, dalej granicą miejscowości Koniaków oraz
Istebna do granicy gmin Istebna i Milówka.
1 kwietnia 2011 zasięg terytorialny oddziału obejmował: województwo małopolskie, wchodzące w skład województwa śląskiego: powiat żywiecki i z powiatu cieszyńskiego część obszaru gminy Istebna położonego na południe od linii prostej biegnącej od znaku granicznego nr III/201 na granicy państwowej Rzeczypospolitej Polskiej z Republiką Słowacką do mostu na potoku Czadeczka, z wyłączeniem tego mostu, prawym brzegiem potoku Czadeczka do zetknięcia się granicy miejscowości Jaworzynka, Koniaków i Istebna, dalej granicą miejscowości Koniaków oraz Istebna do granicy gmin Istebna i Milówka.
W terytorialnym zasięgu działania oddziału, terenowymi organami Straży Granicznej byli komendant oddziału, komendanci strażnic i granicznych placówek kontrolnych, a po reorganizacji w 2004 komendant oddziału i komendanci placówek.

## Struktura organizacyjna
Struktura organizacyjna Karpackiego Oddziału Straży Granicznej w dniu 16 maja 1991 przedstawiała się następująco:
- Komendant Oddziału
- Zastępca Komendanta Oddziału
- Starszy Radca Prawny
- Wydział Ochrony Granicy Państwowej
- Wydział Kontroli Ruchu Granicznego
- Wydział Dochodzeniowo-Śledczy
- Wydział Prezydialny
- Wydział Łączności i Informatyki
- Wydział Kadr i Szkolenia
- Wydział Finansów
- Wydział Techniki i Zaopatrzenia:
  - Kompania Zabezpieczenia
- Kompania Odwodowa[a]
- Kompania Odwodowa
- Samodzielna Kompania Odwodowa SG w Nowym Targu
- Służba Zdrowia.

w 1991 Karpackiemu Oddziałowi Straży Granicznej podlegały:
- Strażnica SG w Gładyszowie do 1 stycznia 2003[b][19]
- Strażnica SG w Wysowej do 2005
- Strażnica SG w Tyliczu do 1 maja 2004[20]
- Strażnica SG w Muszynie do 1 stycznia 2003 roku[c][19]
- Strażnica SG w Piwnicznej-Zdroju do 1 stycznia 2003
- Strażnica SG w Szlachtowej[d] → Strażnica SG w Szczawnicy
- Strażnica SG w Sromowcach Wyżnych do 1 stycznia 2003[e][19]
- Strażnica SG w Kacwinie do 1 maja 2004[20]
- Strażnica SG w Jurgowie do 1 października 2003[f]
- Strażnica SG na Łysej Polanie do 15 października 2002[f]
- Strażnica SG w Zakopanem do 24 sierpnia 2005
- Strażnica SG w Witowie do 1999
- Strażnica SG w Podczerwonem do 1 maja 2004[20]
- Strażnica SG w Chyżnem do 1 stycznia 2003[g][19]
- Strażnica SG w Lipnicy Wielkiej do 24 sierpnia 2005
- Strażnica SG w Zawoi do 1997[h]
- Graniczna Placówka Kontrolna SG w Muszynie
- Graniczna Placówka Kontrolna SG w Piwnicznej-Zdroju
- Graniczna Placówka Kontrolna SG na Łysej Polanie
- Graniczna Placówka Kontrolna SG w Chyżnem
- Graniczna Placówka Kontrolna SG w Krakowie-Balicach do 24 sierpnia 2005.

W 1995 utworzono:
- Graniczna Placówka Kontrolna SG w Koniecznej.

1 grudnia 1998 z rozformowanego Beskidzkiego OSG, oddziałowi podporządkowano:
- Strażnica SG w Korbelowie do 1 stycznia 2003[i][19]
- Strażnica SG w Soblówce do 2005[j]
- Strażnica SG w Rycerce do 15 września 2004[k][l]
- Strażnica SG w Zwardoniu do 1 stycznia 2003[l][19]
- Graniczna Placówka Kontrolna SG w Korbielowie
- Graniczna Placówka Kontrolna SG w Zwardoniu.

Od 2003 funkcjonowanie Karpackiego Oddziału Straży Granicznej regulowało Zarządzenia nr 34 Komendanta Głównego Straży Granicznej z 24 września 2003 w sprawie nadania regulaminu organizacyjnego Komendzie Karpackiego Oddziału Straży Granicznej im. I Pułku Strzelców Podhalańskich w Nowym Sączu (Dz.Urz. KGSG Nr 6, poz. 41, z 2005 Nr 4, poz. 18, z 2006 Nr 3, poz. 12 oraz z 2007 Nr 1, poz. 12, Nr 3, poz. 29 i Nr 5, poz. 50), zmienionego zarządzeniami nr 39 z 23 maja 2008, nr 63 z 28 sierpnia 2008 i nr 85 z 16 listopada 2009.
1 stycznia 2005 od Bieszczadzkiego Oddziału SG, oddziałowi podporządkowano:
- Strażnica SG w Wetlinie
- Strażnica SG w Cisnej do 2005
- Strażnica SG w Komańczy do 2005
- Strażnica SG w Jaśliskach do 2005
- Strażnica SG w Ożennej do 2005
- Graniczna Placówka Kontrolna SG w Łupkowie
- Graniczna Placówka Kontrolna SG w Barwinku.

24 sierpnia 2005 w miejsce dotychczas funkcjonujących strażnic oraz granicznych placówek kontrolnych utworzono placówki Straży Granicznej. Funkcjonariusze i pracownicy pełniący służbę i zatrudnieni w strażnicach oraz granicznych placówkach kontrolnych Straży Granicznej stali się odpowiednio funkcjonariuszami i pracownikami placówek Straży Granicznej.
- Placówka SG w Wetlinie do 31 maja 2009[n]
- Placówka SG w Sanoku od 15.01.2008 do 31 maja 2009[n] 1 czerwca 2009 przekazana do Bieszczadzkiego OSG.
- Placówka SG w Łupkowie do 14 stycznia 2008
- Placówka SG w Muszynie do 14 stycznia 2008
- Placówka SG w Koniecznej do 14 stycznia 2008
- Placówka SG w Barwinku
  - Punkt Kontaktowy Barwinek-Vyšný Komárnik[24] od 1 września 2005
- Placówka SG w Piwnicznej-Zdroju
- Placówka Straży Granicznej w Szczawnicy[25]
- Placówka SG w Sromowcach Wyżnych
- Placówka SG na Łysej Polanie do 14 stycznia 2008
- Placówka SG w Zakopanem
- Placówka SG w Chyżnem do 2006[o]
  - Punkt Kontaktowy Chyżne-Trstená[24] od 2007
- Placówka SG w Lipnicy Wielkiej
- Placówka SG w Korbielowie do 14 stycznia 2008[p]
- Placówka SG w Zwardoniu do 14 stycznia 2008[p]
- Placówka SG w Żywcu od 15 stycznia 2008[q].
- Placówka SG w Tarnowie od 15 stycznia 2008, a od 4 kwietnia 2008 już w Tarnowie.

1 stycznia 2010 w terytorialnym zasięgu służbowej działalności Karpackiego OSG funkcjonowało 8 placówek SG i 1 przejście graniczne:
- Placówka SG w Tarnowie
- Placówka SG w Zakopanem
- Placówka SG w Sromowcach Wyżnych do 31 grudnia 2010[r]
- Placówka SG w Lipnicy Wielkiej do 31 grudnia 2010[r]
- Placówka SG w Barwinku do 15 marca 2010
- Placówka Straży Granicznej w Piwnicznej-Zdroju do 31 maja 2013
- Placówka SG w Żywcu do 31 grudnia 2013
- Placówka SG w Krakowie-Balicach – obsługuje przejście graniczne Kraków-Balice w Międzynarodowym Porcie Lotniczym.

## Komendanci oddziału
- płk SG gen. bryg. SG Stanisław Laciuga (16.05.2016–21.02.2024)[26]
- gen. bryg. SG Adam Jopek (22.02.2024[27]–obecnie).